# Odilo Costa Filho
Odylo Costa, filho (São Luís, 14 de dezembro de 1914 — Rio de Janeiro, 19 de agosto de 1979) foi um jornalista, cronista, novelista e poeta brasileiro, membro da Academia Brasileira de Letras. 

## Os primeiros anos
Filho do casal Odylo de Moura Costa e Maria Aurora Alves Costa, transferiu-se ainda criança do Maranhão para o Piauí, onde fez estudos primários e secundários em Teresina, os primeiros no Colégio Sagrado Coração de Jesus e os segundos no Liceu Piauiense. Desenvolveu, assim, dupla afetividade de província, fraternalmente desdobrada entre as duas cidades, e estendida a Campo Maior, no Piauí, onde nasceu sua mulher, D. Maria de Nazareth Pereira da Silva Costa, com quem se casou em 1942, sob a bênção de três poetas: Manuel Bandeira, Ribeiro Couto e Carlos Drummond de Andrade, padrinhos do casamento. 
Mas já aos 16 anos, em março de 1930, Maranhão e Piauí ficaram para trás e Odylo Costa, filho, em companhia dos pais, fixou-se no Rio de Janeiro, bacharelando-se em Direito, pela Faculdade Nacional de Direito da Universidade do Brasil, em dezembro de 1933.

## Carreira literária
Desde os 15 anos, porém, já se revelava no jovem maranhense a vocação de jornalista, que encontrou, aliás, seu primeiro abrigo no semanário Cidade Verde, de Teresina, fundado em 1929. Por isso mesmo, em janeiro de 1931, conduzido por Félix Pacheco, entrou Odylo para a redação do Jornal do Commercio, onde permaneceu até 1943. O jornalismo, entretanto, embora ocupando boa parte de sua atividade intelectual, não o fazia esquecer a literatura e, em 1933, com o livro inédito Graça Aranha e outros ensaios, publicado no ano seguinte, obtinha o Prêmio Ramos Paz da Academia Brasileira de Letras. Em 1936, em colaboração com Henrique Carstens, publica o Livro de poemas de 1935, seguido, nove anos mais tarde, do volume intitulado Distrito da confusão, coletânea de artigos de jornal em que, nas possíveis entrelinhas, fazia a crítica do regime ditatorial instaurado no país em 1937. Mas o jornalismo, apesar desses encontros sempre felizes com a literatura, foi na verdade sua dedicação mais intensa, exercido com notável espírito de renovação e modernidade. 
Deixando o Jornal do Commercio, Odylo Costa, filho, foi sucessivamente fundador e diretor do semanário Política e Letras (de Virgílio de Melo Franco, de quem foi dedicado colaborador na criação e nas lutas da União Democrática Nacional); redator do Diário de Notícias, diretor de A Noite e da Rádio Nacional. Odílio tornou-se chefe de redação do Jornal do Brasil, participando decisivamente na reformulação editorial da publicação, pretendida pelos seus proprietários, a Condessa Pereira Carneiro e seu genro Nascimento Brito. Ainda foi diretor da Tribuna da Imprensa; diretor da revista Senhor]] (1961  — 1962) ; secretário do Cruzeiro Internacional; diretor de redação de O Cruzeiro e, novamente, redator do Jornal do Brasil, função que deixou em 1965, ao viajar para Portugal como adido cultural à Embaixada do Brasil. Mas nem sempre, ao longo dessa extraordinária atividade, foi apenas o jornalista de bastidores, o técnico invisível. Em 1952 e 1953, exerceu a crítica literária no Diário de Notícias, onde também criou e manteve a seção "Encontro Matinal", juntamente com Eneida e Heráclio Sales. Durante prolongado período, publicou uma crônica diária na Tribuna da Imprensa. 
Em 1953 foi eleito membro da Academia Maranhense de Letras, sucedendo Clodomir Cardoso, jurista, escritor e político maranhense falecido em 31 de julho daquele ano. 
A partir de 1963, circunstâncias dolorosas levaram-no de volta a uma prática mais constante da poesia, que não abandonara de todo embora fugisse à publicação em letra de fôrma e até mesmo à leitura pelos amigos mais íntimos. E foi o maior deles, Manuel Bandeira, ao preparar a segunda edição da sua Antologia dos poetas brasileiros bissextos contemporâneos, o primeiro a ler alguns desses poemas, sobretudo os inspirados pela morte de um filho ainda adolescente, que tinha seu nome, poemas esses que Manuel Bandeira colocava entre "os mais belos da poesia de língua portuguesa". Animado ainda por Manuel Bandeira, Raquel de Queirós e outros amigos, Odylo Costa, filho, reuniu afinal seus versos em volume publicado em Lisboa em 1967. Ampliado com os poemas da Arca da Aliança e abrangendo toda a poesia do autor, saiu o volume Cantiga incompleta em 1971. Mas se a poesia foi constante presença em sua vida, a ficção também participou de sua bibliografia literária desde 1965, quando, aos 50 anos, publicou a novela A faca e o rio, traduzida para o inglês pelo professor Lawrence Keates, da Universidade de Leeds, e para o alemão por Curt Meyer-Clason. Com o mesmo título, A faca e o rio foi adaptada para o cinema pelo holandês George Sluizer. À edição portuguesa de A faca e o rio (1966), acrescentou Odylo Costa Filho, o conto A invenção da ilha da Madeira, nova e feliz experiência do ficcionista até então oculto pelo poeta, e ainda prolongada no conto História de Seu Tomé meu Pai e minha Mãe Maria, em edição fora do comércio.

## Carreira pública
Na vida pública, Odylo Costa, filho, foi secretário de Imprensa do Presidente Café Filho, diretor da Rádio Nacional e Superintendente das Empresas Incorporadas ao Patrimônio da União.
Profundamente ligado ao Maranhão (foi eleito para suplente, no Senado Federal, de José Sarney), escreveu a introdução aos desenhos da pintora Renée Levèfre no belo livro Maranhão: São Luís e Alcântara (1971). 
De abril de 1965 a maio de 1967, foi adido cultural à Embaixada do Brasil em Portugal, onde mereceu a honra de ser incluído entre os membros da Academia Internacional de Cultura Portuguesa. De regresso ao Brasil, embora tivesse recusado o convite do Presidente Costa e Silva para exercer o cargo de diretor da Agência Nacional, Odylo Costa Filho, voltou no entanto ao exercício do jornalismo, primeiro como diretor da revista Realidade, de São Paulo, mais tarde como diretor de redação da Editora Abril, no Rio de Janeiro, e posteriormente como membro do Conselho Editorial. Foi ainda diretor do Departamento Cultural da Universidade do Estado do Rio de Janeiro - UERJ, entre 1976 e 1978 e empresta seu nome ao teatro existente no Campus Negrão de Lima, no bairro do Maracanã na cidade do Rio de Janeiro, teatro este, construído a partir de sua sugestão para que a universidade dispusesse de uma grande casa de espetáculos que servisse tanto a cena cultural da cidade quanto a local que recebesse os diversos eventos e cerimônias acadêmicas que toda universidade deve realizar.

## Obras
- Graça Aranha e outros ensaios (1934)
- Livro de poemas de 1935, poesia, em colaboração com Henrique Carstens (1936)
- Distrito da confusão, crônicas (1945)
- A faca e o rio, novela (1965)
- Tempo de Lisboa e outros poemas, poesia (1966)
- Maranhão: São Luís e Alcântara (1971)
- Cantiga incompleta, poesia (1971)
- Os bichos do céu, poesia (1972)
- Notícias de amor, poesia (1974)
- Fagundes Varela, nosso desgraçado irmão, ensaio (1975)
- Boca da noite, poesia (póstumo, 1979)
- Um solo amor, antologia poética (póstumo, 1979)
- Meus meninos e outros meninos, artigos (póstumo, 1981).

## Academia Brasileira de Letras
Eleito em 1969 para a cadeira 15 da Academia Brasileira de Letras, na sucessão de Guilherme de Almeida, foi recebido em 24 de julho de 1970 pelo acadêmico Peregrino Júnior.

## Homenagem
Em sua homenagem, existe o Centro de Criatividade Odylo Costa Filho, um espaço cultural vinculado à Secretaria da Cultura e Turismo do Maranhão, localizado no Centro Histórico de São Luís, dispondo de cinema, teatro, biblioteca e espaços para exposição; além de oferecer cursos de diversas expressões artísticas nas áreas das artes visuais e cênicas.

## Cronologia
- 14 de dezembro de 1914 - Nasce em São Luís (MA) Odylo Costa, filho, único filho de Odylo de Moura Costa e Maria Aurora Alves Costa. Ainda na infância, muda-se com a família para Teresina (PI), onde inicia o primário no Colégio Sagrado Coração de Jesus e logo passa ao ginásio no Liceu Piauiense, desenvolvendo vivência afetiva dividida entre duas províncias irmãs.[4]
- Março de 1930 - Aos 16 anos, acompanha os pais na transferência definitiva para o Rio de Janeiro. Inscreve-se na Faculdade Nacional de Direito da Universidade do Brasil, iniciando uma convivência com o ambiente intelectual carioca que logo estimulará seu vocabulário jornalístico e literário.[5]
- Dezembro de 1933 - Conclui o bacharelado em Direito, mas opta por dedicar-se ao jornalismo. Naquele mesmo mês, deixa os bancos acadêmicos para dedicar-se integralmente à redação de jornais.
- Janeiro de 1931 – 1943 - Ingressa como repórter no Jornal do Commercio por indicação de Félix Pacheco. Em doze anos, percorre pautas de política, cultura e costumes, introduzindo no texto jornalístico um estilo renovador, fluido e atento às contradições da década de 1930 e início de 1940.
- 1934 - Publica Graça Aranha e outros ensaios, coletânea de ensaios literários que lhe rende o Prêmio Ramos Paz da Academia Brasileira de Letras, reconhecimento precoce de sua capacidade crítica.[6]
- 1936 - Em parceria com Henrique Carstens, lança o Livro de poemas de 1935, sua estreia formal na poesia, revelando facetas líricas e um tom intimista.[7]
- 1942 - Casa-se em São Luís com Maria de Nazareth Pereira da Silva Costa, natural de Campo Maior (PI). A cerimônia tem padrinhos de honra no meio literário: Manuel Bandeira, Ribeiro Couto e Carlos Drummond de Andrade.
- 1945 - Organiza e publica Distrito da confusão, volume de crônicas extraídas dos jornais, onde esboça, de modo sutil, críticas ao Estado Novo (1937–1945) e às tensões políticas pós-guerra.
- 1943–1965 - Transita por diversos órgãos de imprensa: funda e dirige o semanário Política e Letras; colabora no Diário de Notícias; dirige A Noite e a Rádio Nacional; torna-se chefe de redação do Jornal do Brasil; lidera a redação da Tribuna da Imprensa; orienta a revista Senhor (1961–1962); assume a secretaria do Cruzeiro Internacional e a direção de redação de O Cruzeiro. Em todos estes veículos, dinamiza colunas e editoriais, mantendo crônicas diárias até 1965.
- 1952–1953 - No Diário de Notícias, faz crítica literária e cria a seção “Encontro Matinal” na Tribuna da Imprensa, em parceria com Eneida e Heráclio Sales, consolidando sua reputação de observador fino da cena cultural.
- 1953 - É eleito para a Academia Maranhense de Letras, sucedendo Clodomir Cardoso na cadeira nº 6, afirmando seu compromisso com as letras maranhenses.
- Abril de 1965 – Maio de 1967 - Exerce o cargo de adido cultural na Embaixada do Brasil em Portugal, em Lisboa, promovendo intercâmbio de autores brasileiros e consolidando laços com a Academia Internacional de Cultura Portuguesa.
- 20 de novembro de 1969 – 24 de julho de 1970 - Eleito para a cadeira nº 15 da Academia Brasileira de Letras, em sucessão a Guilherme de Almeida; é recebido pelo acadêmico Peregrino Júnior, participando ativamente das sessões e publicações da ABL.
- 1971–1979 - Publica A faca e o rio (1965), Tempo de Lisboa e outros poemas (1966), Cantiga incompleta (1971), Os bichos do céu (1972), Notícias de amor (1974) e Fagundes Varela, nosso desgraçado irmão (1975). Após sua morte, saem póstumas Boca da noite e Um solo amor (1979), e Meus meninos e outros meninos (1981).
- 19 de agosto de 1979 - Morre no Rio de Janeiro, encerrando trajetória de mais de quatro décadas no jornalismo e na literatura, deixada em memória por colegas, leitores e pela Academia Brasileira de Letras.